# Raveniola tarabaevi
Espèce
Raveniola tarabaevi est une espèce d'araignées mygalomorphes de la famille des Nemesiidae.

## Distribution
Cette espèce est endémique du Kazakhstan,. Elle se rencontre dans l'oblys de Djamboul dans les monts Zhetyzhol et dans l'oblys d'Almaty dans les monts Trans-Ili.

## Description
La femelle holotype mesure 15,75 mm.

## Systématique et taxinomie
Cette espèce a été décrite par Zonstein en 2024.

## Étymologie
Cette espèce est nommée en l'honneur de Chingiz Tarabaev (1951–1999).

## Publication originale
- Zonstein, 2024 : « A revision of the spider genus Raveniola (Araneae, Nemesiidae). II. Species from Central Asia. » European Journal of Taxonomy, vol. 967, p. 1-185 (texte intégral).